# 德米特里·佩斯科夫
德米特里·谢尔盖耶维奇·佩斯科夫（俄語：Дмитрий Сергеевич Песков，羅馬化：Dmitriy Sergeyevich Peskov，IPA：[pʲɪˈskof]，1967年10月17日—），俄罗斯外交官、翻译、突厥学学者。他自2012年起担任克里姆林宫新闻秘书。

## 早年生活與教育
佩斯科夫1967年出生於俄羅斯莫斯科，父亲谢尔盖·尼古拉耶维奇·佩斯科夫曾担任俄罗斯驻巴基斯坦大使。1989年佩斯科夫毕业于莫斯科国立大学亚非国家研究所，專攻歷史學和東方學，同年佩斯科夫加入苏联外交部。

## 政治生涯
2021年11月，佩斯科夫否認了有關俄羅斯準備入侵烏克蘭的指控。2022年1月，佩斯科夫指責美國在烏克蘭周邊“挑起緊張局勢”。
2022年 2月28日，由於俄羅斯入侵烏克蘭，歐盟將佩斯科夫列入黑名單並凍結其所有資產。美國於3月3日實施了類似的制裁，澳大利亞也於3月8日效仿。英國於3月15日實施制裁。 

## 個人生活
除俄語外，佩斯科夫還精通英語、土耳其語和阿拉伯語。
前妻阿納斯塔西婭·布瓊娜是苏联元帅谢苗·布琼尼的孙女。有三个儿子两个女儿。2023年，33岁大儿子尼古拉·佩斯科夫（退役战略火箭军）在瓦格纳集团内服役，专业是炮兵。俄罗斯独立媒体Dozhd去年放出部分电话音频，内容为Dozhd假冒征召军官打电话给尼古拉试图“让其前往征兵处报道”，遭到了尼古拉的拒绝。之后佩斯科夫本人要求Dozhd放出全部通话记录以正视听，但Dozhd没有回應。